# 郭建邦 (天啓進士)
郭建邦，字尔立，號宣嶽，直隸寧國府旌德縣人，明朝政治人物，同進士出身。

## 生平
萬曆三十七年（1609年）己酉科應天鄉試舉人，天啓二年（1622年），登壬戌科进士，吏部观政，三年授行人，丁忧，六年起补原职，值魏忠贤柄政，朝貴竟走其門，建邦則告歸，家居者六年。魏敗，崇祯三年起官，顺天同考，本年考选，擢南兵科给事中，五年管库藏，六年轉吏科，七年巡视京营，舉賢劾佞，敷陳亢直，無所頋忌。升尚宝司丞，八年升南京通政司右参议，十年升右通政，十一年转左通政。適户部以兵饷孔亟，檄加廣寧山税，建邦诣巡按御史，力言旌德山瘠，加税三千余两，民不堪命，御史为疏請得免。遷太僕寺卿，捐俸八百余两助買馬佐軍實。十二年陞順天府府尹，勤心撫字，會久旱，虔禱三日，雨随注。冬久雪，虔禱雪随止。因疏陳民间疾苦，請修補助故事。時三辅饥荒，建邦捐俸赈济，民戴之如慈母，歌颂之。再捐俸助修城河工，十三年擢工部右侍郎，十四年转左侍郎，數召對与枚卜。寻免官闲住。以督工東角樓，致疾乞歸，卒。著有《芝林居集诗文》六卷，祀鄉賢。